# Міст Газела
Газела — найзавантаженіший белградський міст через річку Сава. Щодня по ньому проїжджає понад 165 тисяч автомобілів, хоча міст розрахований приблизно на 40 тисяч. Був побудований 1966 року, і до 1970 року у складі міської магістралі та магістралі «Братерство і єдність», яка мала з'єднати колишні республіки СФРЮ — Македонію, Сербію, Хорватію та Словенію. Реконструкція мосту проходила в кілька етапів у 2010—2012 роках.

## Технічні характеристики
Міст являє собою комбінацію балок і жолобів, довжиною 332 м і шириною 27,5 м. Загальна ширина проїжджої частини 21,8 м (по три смуги в обох напрямках, шириною 10 м з розділювачем 1,5 м). На всій довжині мосту є дві пішохідні доріжки шириною три метри.
Під час середнього рівня води міст Газела піднімається над Савою на 22,8 м.
Головним конструктором «Газели» був Мілан Джурич, професор факультету будівництва. Назву йому дав Джордже Лазаревич, президент тендерного комітету на будівництво мосту, який сказав, що «цей міст перестрибнув через Саву, як газель у стрибку».
Телебачення Белграда прямо транслювало випробування несучої здатності мосту.
Будівництво мосту здійснила компанія «Mostogradnja» з Белграда у співпраці з компанією «Goša» зі Смедеревської Паланки.

## Історія мосту
Міст відкрили 4 Грудня 1970 року у присутності Йосипа Броз Тіто та Бранко Пешича.
Міст був розрахований на проїзд близько 40 тис. транспортних засобів на добу, а зараз по ньому проїжджає близько 165 тис. автомобілів на добу.
Як ймовірний наслідок відсутності технічного обслуговування мосту протягом останніх 40 років, 29 Січня 2010 року через тріщину в основній опорі мосту відбулося часткове перенаправлення вантажного руху на інші мости, для транспорту понад три тонни. Призначено санацію терміном 15 днів.

## Галерея

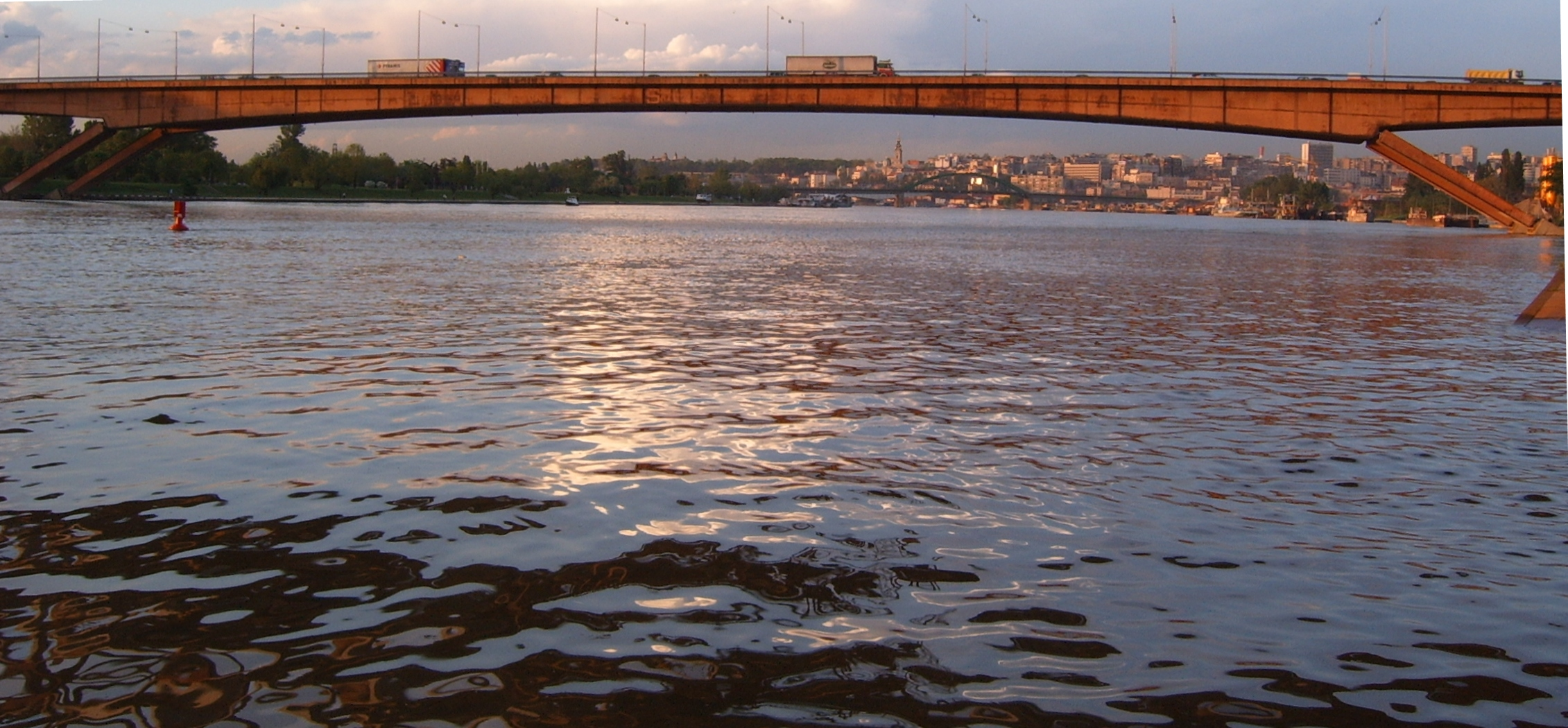
Вид нжче за течією
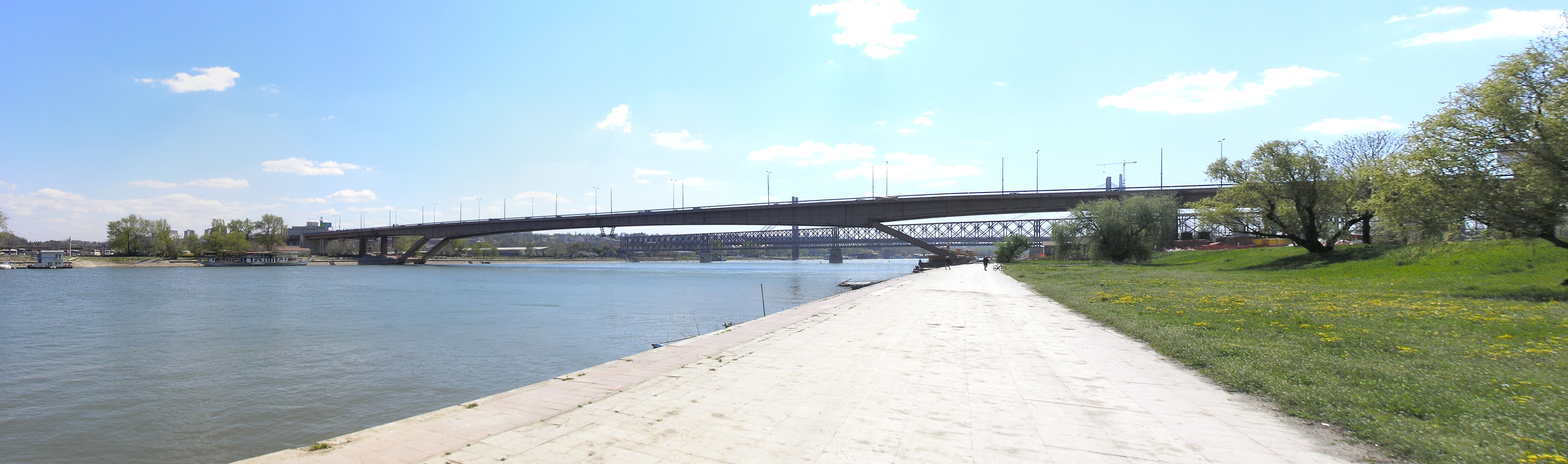
Вид вище за течію, з лівого берега р.Сава
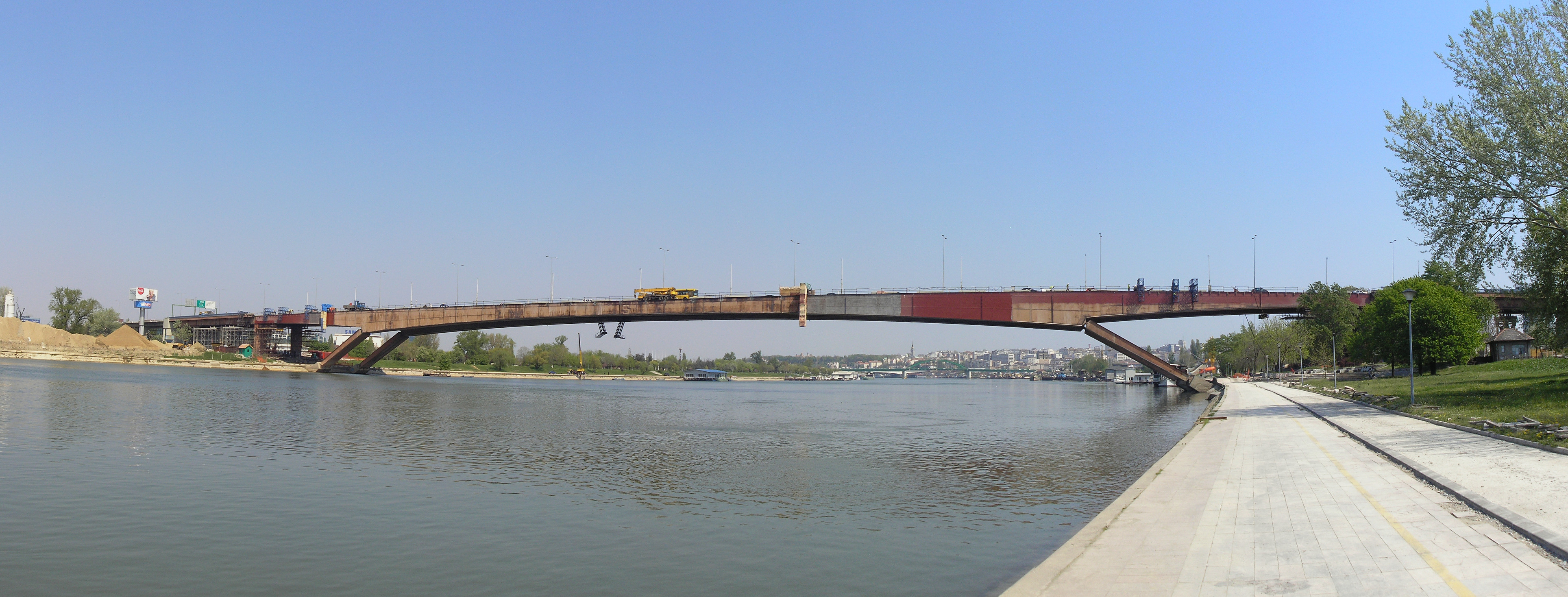
Вид вниз за течію, з правого берега р. Сава
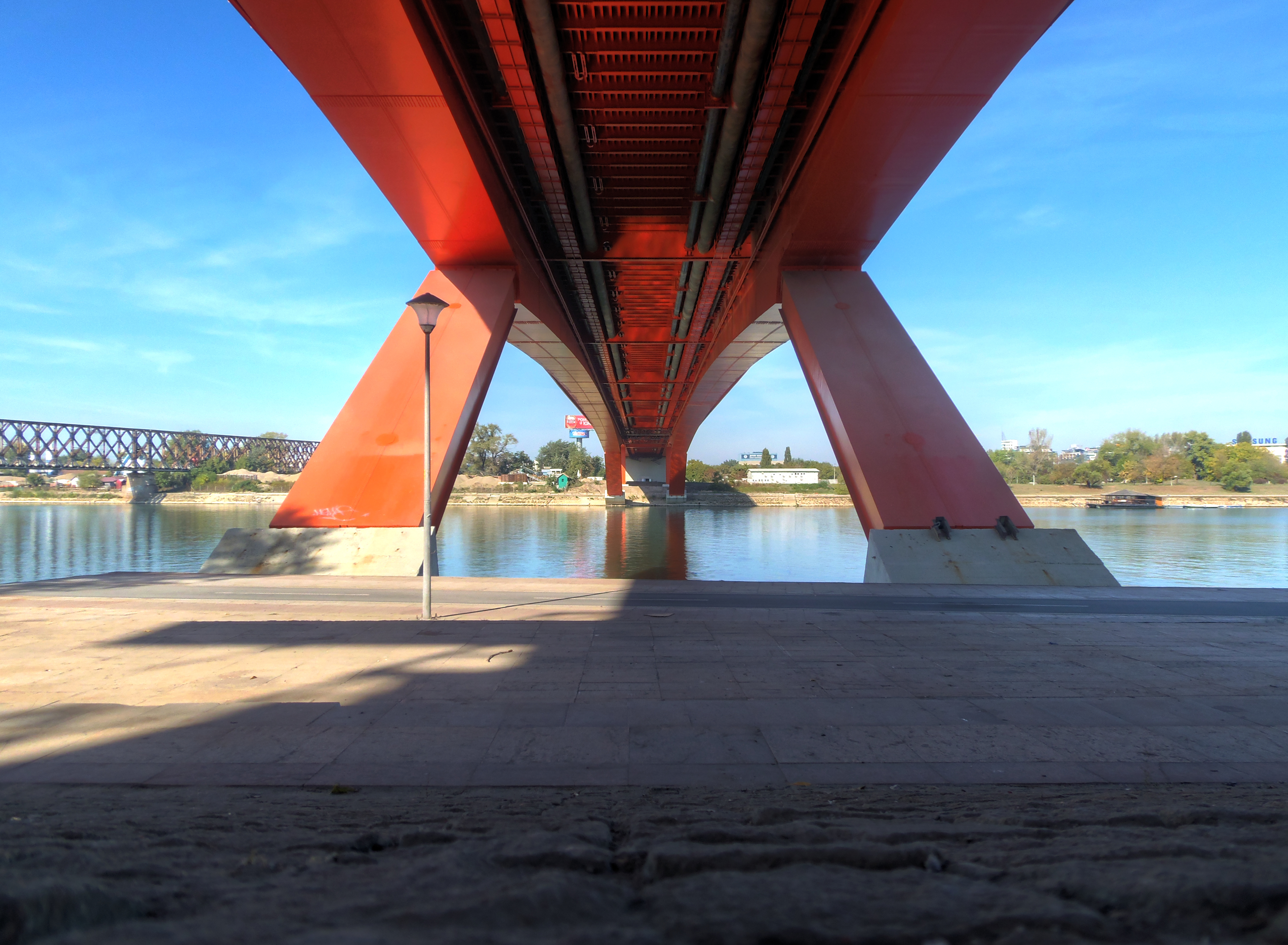
Вид між опорами мосту, з правого берега р.Сава
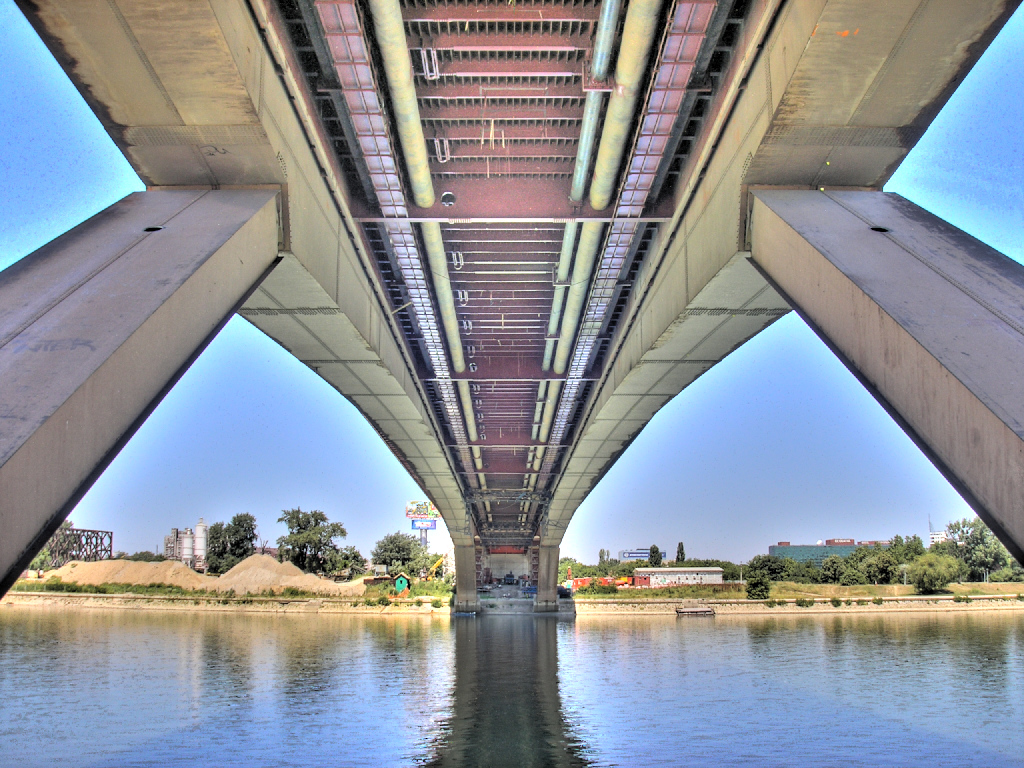
Огляд нижньої частини мосту